# ما عشق را یافتیم
«ما عشق را یافتیم» (به انگلیسی: We Found Love) یک تک‌آهنگ از ریانا، کالوین هریس است که در ۲۲ سپتامبر ۲۰۱۱ منتشر شد. این تک‌آهنگ در آلبوم تاک دت تاک قرار داشت.
این تک‌آهنگ در چارت‌های والونیا، فرانسه، ، ایرلند، نروژ، ، اسپانیا، دانمارک، لهستان، فنلاند، سوئد، نیوزلند، ، اتریش، بریتانیا، ، در رتبه اول و در چارت‌های ایتالیا، استرالیا، فلاندرز، جزو ده ترانه اول قرار گرفت.